# Regensen

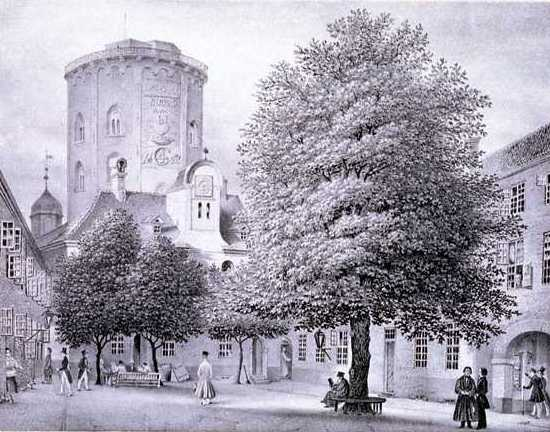
Regensen cirka 1840 med Rundetårn i bakgrunden

Regensen är ett kollegium med bostäder för studenter i Köpenhamn.

## Historia
Vid Köpenhamns universitet inrättades av konung Fredrik II 1569 den ända tills helt nyligen bestående kommunitetet, som av konungen erhöll 153 gårdar och kungstionde från 92 socknar på Själland. Med stiftelsen avsågs ursprungligen att ge 100 studenter fri kost, kläder, böcker och dylikt. År 1573 uppfördes en särskild byggnad för ändamålet, Kommunitetsbyggningen (vid sidan av universitetsbyggningen eller Studiegården), där de 100 studenterna bespisades två gånger om dagen och därjämte höll disputationsövningar på latin.
Till bostad för kommunitetets studenter uppfördes 1619-23 Regensen (Collegium Domus Regiæ). 1736 upphörde bespisningen, och studenterna erhöll i stället kostpengar. Disputationsövningarna upphörde 1795. Kommunitetet hade en egen styrelse, vald av universitetets konsistorium. Den utdelade 1910 40 kronor månatligen under tre år åt 185 studenter och 10 kronor i månaden åt de 100 regensstudentern samt omkring 60 000 kronor årligen till härmed förbundna syften, men lämnade dessutom 72 500 kronor årligen i andra understöd åt studerande (även kvinnor och icke-studenter). 
Kommunitetet ägde samma år ett kapital av 7,5 miljoner kronor och hade därjämte en årlig inkomst av 148 000 kronor av tionden och liknande avgifter, således inalles en årlig inkomst av 442 000 kronor. Det har gång på gång bistått universitetet i fyllandet av tillfälliga ekonomiska behov. Så har det bidragit bland annat till uppförande av universitetsbiblioteket och det naturhistoriska museet samt till anläggningen av den botaniska trädgården.
1983 ersattes Kommunitetet av Københavns Universitets Kollegiesamvirke af 1983, som övertog ägandet av Regensen. Samma år fick de boende börja betala hyra.

## Sønner af den røde gård
En rad kända danskar har bott på Regensen: 
- Ole Borch (1626-90), kemist, Borchs Kollegiums stiftare
- Thomas Kingo (1634-1703), biskop och psalmdiktare
- Hans Gram (1685-1748), kunglig historiograf, ledare av Det kongelige Bibliotek
- Hans Adolph Brorson (1694-1764), biskop och psalmdiktare
- Steen Steensen Blicher (1782-1848), författare och präst
- Rasmus Rask (1787-1832), språkman
- Poul Martin Møller (1794-1838), författare och filosof
- Christian Winther (1796-1876), diktare
- Andreas Peter Berggreen (1801-1880), kompositör
- Johan Nicolai Madvig (1804-86) filolog och politiker
- Rasmus Nielsen (1809-84), filosof och professor
- Ditlev Gothard Monrad (1811-1887), biskop och teolog, konseljpresident
- Carl Eduard Rotwitt (1812-60), liberal politiker, konseljpresident
- Carl Ploug (1813-94), diktare, redaktör, politiker
- Japetus Steenstrup (1813-97), zoolog och forntidsforskare
- Jens Christian Hostrup (1818-92), diktare och präst
- Rasmus Malling-Hansen (1835-1890), präst och uppfinnare
- Viggo Hørup (1841-1902), politiker och journalist, medgrundare av Politiken
- Hugo Egmont Hørring (1842-1909), departementschef, konseljpresident (Højre)
- Ernst von der Recke (1848-1933), diktare och filolog
- Niels Finsen (1860-1904), medicinare, nobelpristagare
- Vilhelm Buhl (1881-1954), socialdemokratisk statsminister
- Carl Roos (1884-1962), germanist och professor
- Otto Andrup (1885-1953), museichef
- Tage Kemp (1896-1969), läkare och genetiker
- Kaj Barr (1896-1970), iranist och professor
- Kaj Munk (1898-1944), präst och diktare
- Knud Hansen (1898-1996), folkhögskoleman
- Jørgen-Frantz Jacobsen (1900-38), historiker och författare
- Regin Prenter (1907-90), teolog och professor
- Jens Otto Krag (1914-78), socialdemokratisk statsminister
- K. B. Andersen (1914-83), socialdemokratisk minister, Folketingets talman
- Knud Togeby (1918-74), romanist och litteraturkritiker, professor
- Simon Spies (1921-1984), reseföretagare
- Erik Amdrup (1923-1998), kirurg och författare
- Mogens Glistrup (1926-2008), politiker och advokat